# Cuphea aequipetala
Cuphea aequipetala är en fackelblomsväxtart som beskrevs av Antonio José Cavanilles. Cuphea aequipetala ingår i släktet blossblommor, och familjen fackelblomsväxter. Inga underarter finns listade i Catalogue of Life.